# Porte d'Arroux
La porte d'Arroux ou porte de Sens est une des portes d'entrée d'Augustodunum (Autun) dans le département français de Saône-et-Loire.
Construite sous le règne d'Auguste comme l'ensemble de l'enceinte de la ville, elle commande le passage au nord vers Auxerre. Porte à fonction défensive, sa configuration permet aussi le relèvement de droits sur les marchandises qui la franchissent grâce à l'aménagement d'un sas. Elle est également conçue comme un ouvrage monumental témoignant du prestige de la ville.
Son rez-de-chaussée et son étage sont en partie conservés ; ces vestiges sont classés comme monuments historiques en 1836.

## Contexte géographique

Tracé de l'enceinte antique d'Autun.

La cité antique d'Augustodunum est close, à l'époque augustéenne, d'une enceinte dont le développement atteint 6 km, bâtie à mi-pente de la colline sur laquelle est installée la ville. Cette enceinte est percée de quatre portes principales, sensiblement aux quatre points cardinaux : porte d'Arroux au nord, porte Saint-André à l'est, porte de Rome au sud et porte Saint-Andoche à l'ouest.
Les portes d'Arroux et Saint-André sont assez bien conservées, la porte Saint-Andoche subsiste à l'état de vestiges mais la porte de Rome a entièrement disparu.
La via Agrippa traverse la ville du sud au nord où elle constitue le cardo maximus. Venant de Cabillonum (Chalon-sur-Saône) et entrant dans la ville par la porte de Rome, elle en ressort par la porte d'Arroux pour se diriger vers Autessiodurum (Auxerre). Juste après la traversée de l'Arroux, un embranchement vers l'ouest rejoint Avaricum (Bourges).

## Description et fonctions

### Une architecture complexe

Plan de la porte d'Arroux (rez-de-chaussée).

La porte d'Arroux, également appelée « porte de Sens », se compose de quatre passages voûtés en plein cintre ; les deux plus larges, au centre, sont réservés aux véhicules tandis que les deux latéraux, plus étroits, dans le prolongement des trottoirs, sont à l'usage des piétons. Les passages centraux se ferment au moyen d'une herse dont les rainures de guidage, creusées dans la pierre, sont toujours visibles. Les passages latéraux sont obturés par des portes en bois. Au premier étage, une galerie de dix arcades, à l'origine couverte, assure la continuité du chemin de ronde de l'enceinte mais abrite également le mécanisme de la herse. La largeur de cet ensemble est de 18,55 m, pour une hauteur de 16 m.
De chaque côté de la porte, deux tours monumentales d'une largeur avoisinant 10 m servaient au guet. Elles sont construites en forme absidiale vers l'extérieur de la ville, avec une façade plate vers l'intérieur, à l'image de ce qui existe pour la porte Saint-André.
Au début des années 2010, l'existence d'un autre corps de bâtiment, côté ville, est démontrée, contrairement aux propositions de Paul-Marie Duval en 1954. Il est relié au reste du dispositif par deux murs longeant la voie, mais il disparaît très précocement. L'édifice a donc l'aspect d'une double porte avec une cour intérieure, fonctionnant comme une sorte de sas comparable à ce qui existe par exemple à la Porte d'Auguste à Nîmes.
La construction de la porte met en œuvre trois types de roches. La base des piédroits des ouvertures est réalisée en grès feldspathique, qui se rencontre à une dizaine de kilomètres à l'est d'Autun ; les parements sont en calcaire oolithique de la côte chalonnaise (carrières blanches de Saint‑Hilaire à Fontaines dont les gisements affleurent à plus de 30 km vers l'est), plus facile à sculpter ; le blocage de la maçonnerie, comme l'essentiel de la courtine de part et d'autre de la porte, utilise du granite et du gneiss d'extraction locale.

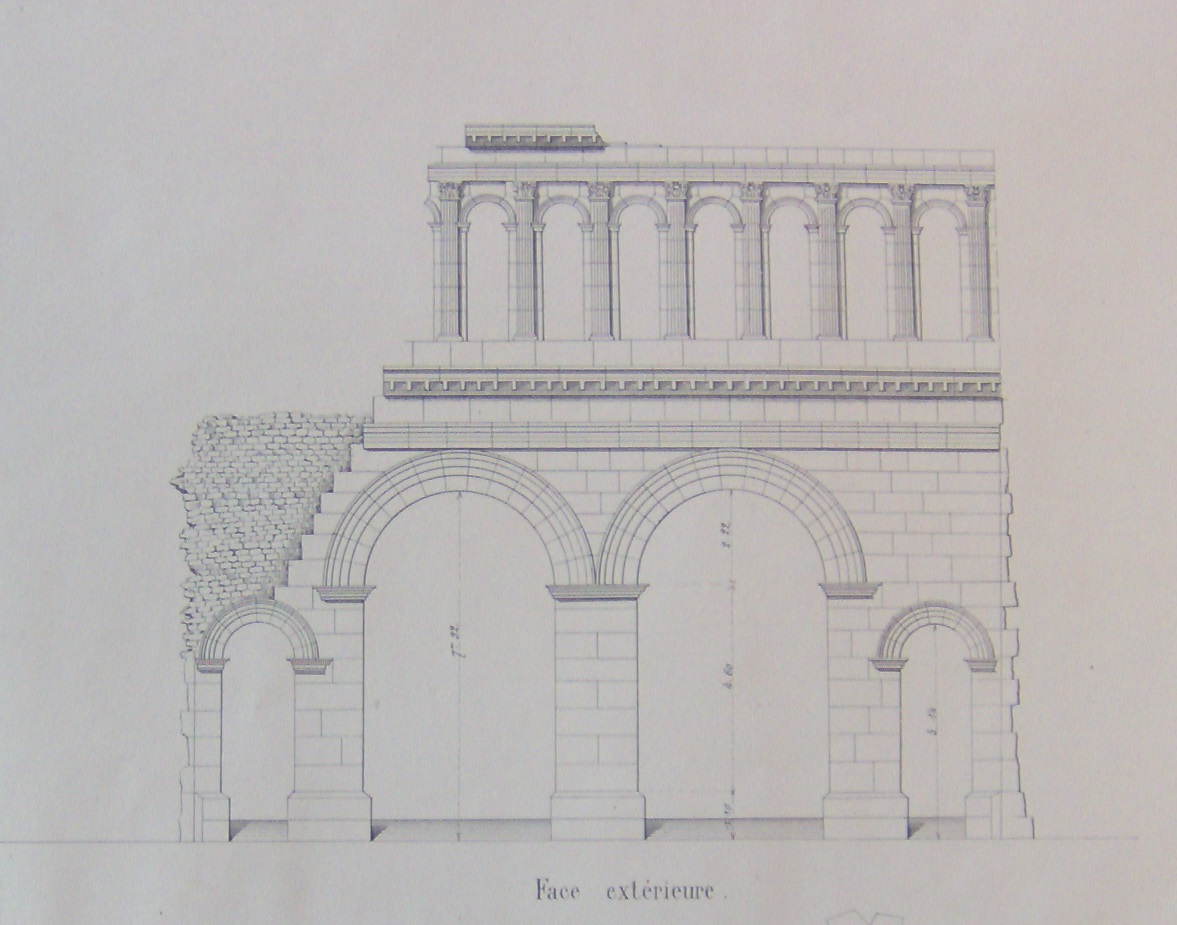
La porte d'Arroux ; relevé de Jean Roidot-Déléage (XIXe siècle).
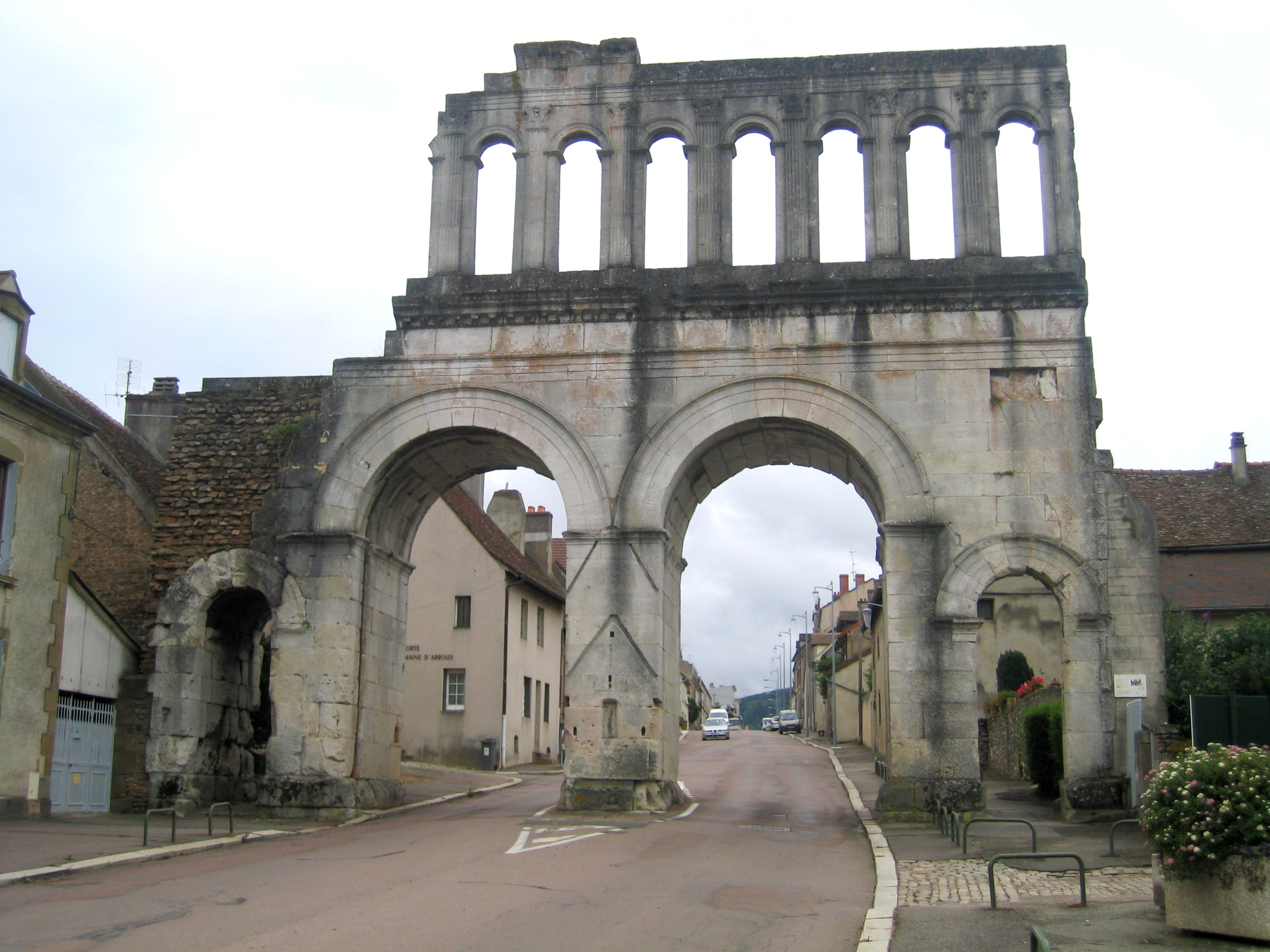
Porte d'Arroux vue de l'extérieur de la ville.
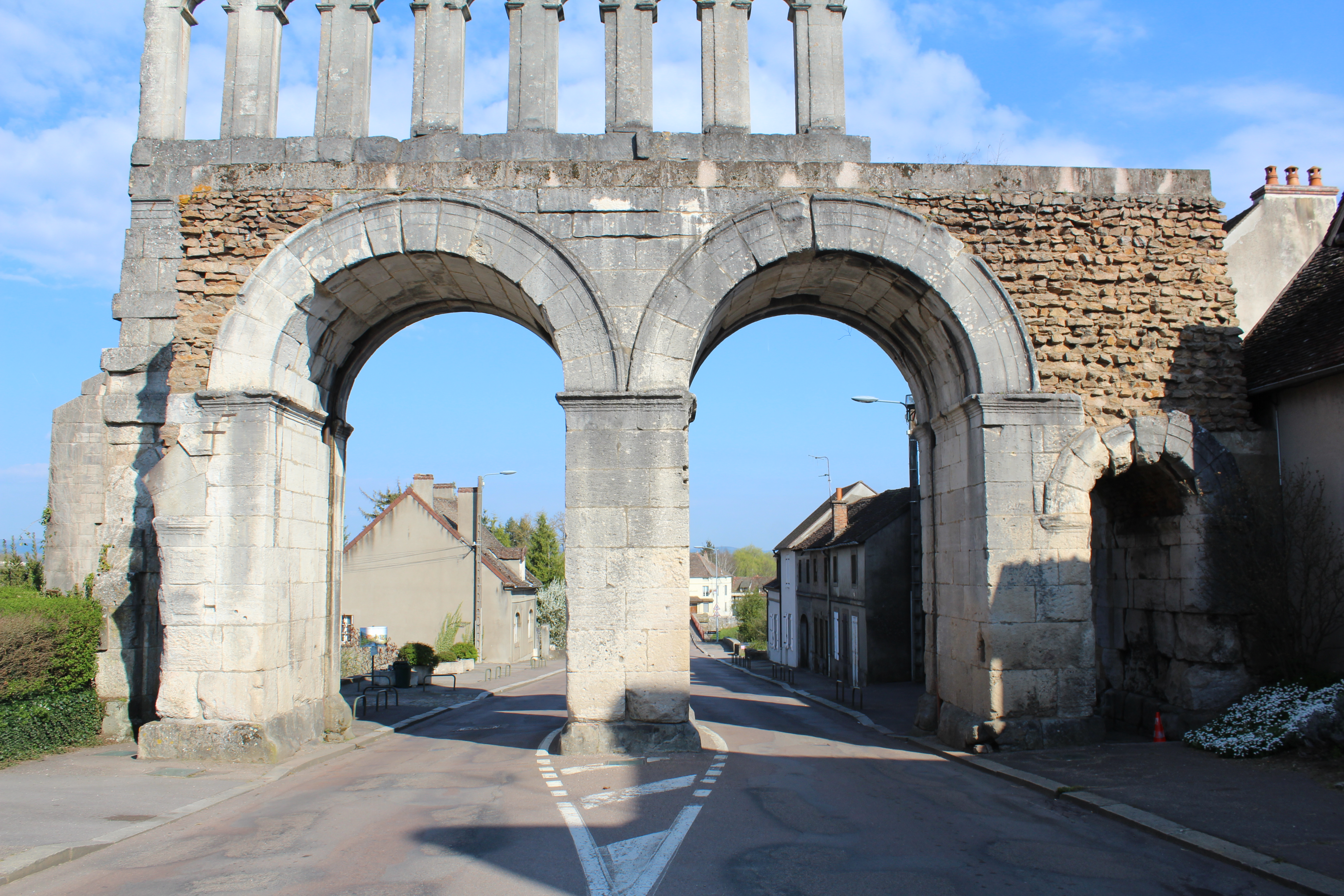
Porte d'Arroux vue de l'extérieur de la ville.
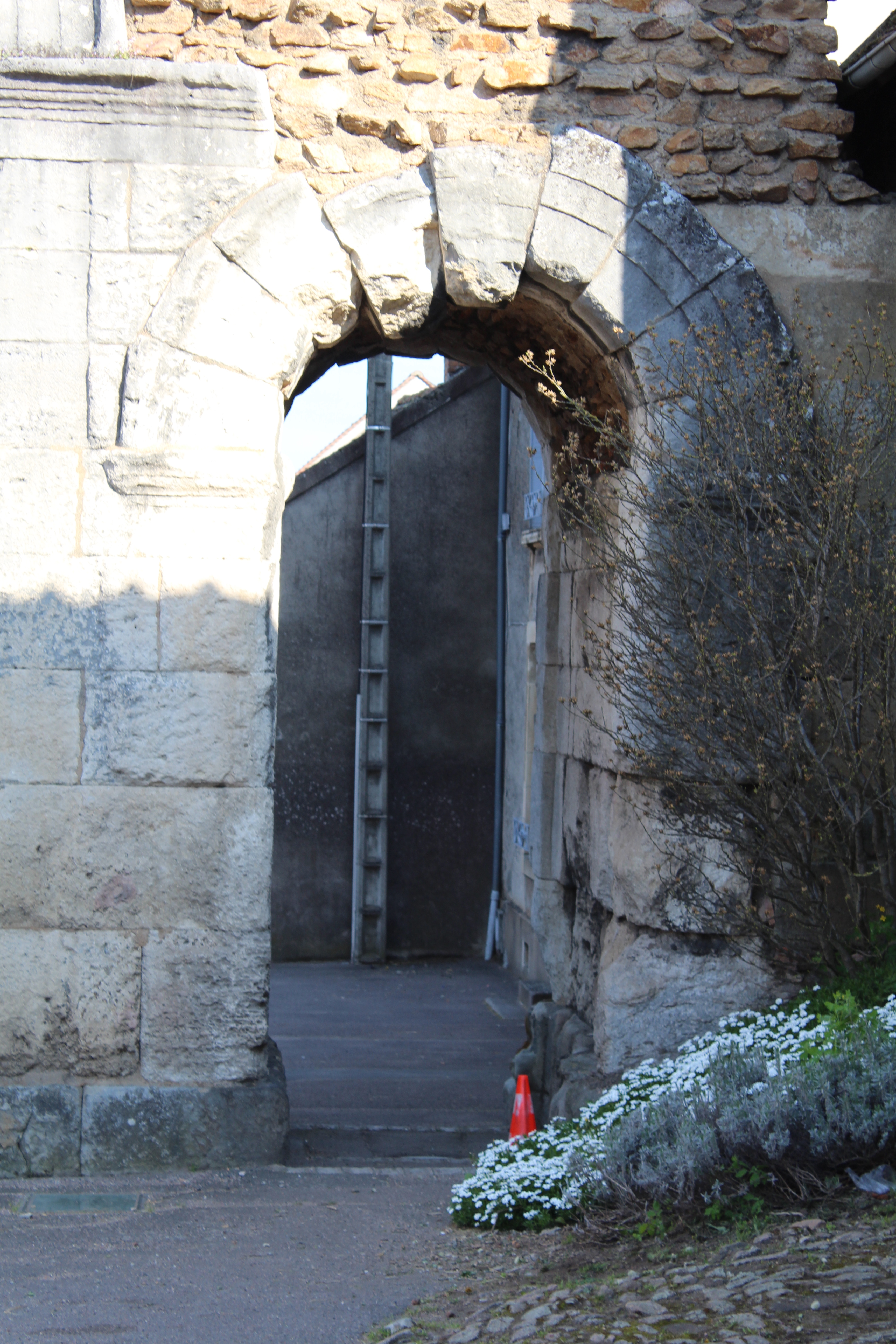
Détail d'un passage piétonnier.
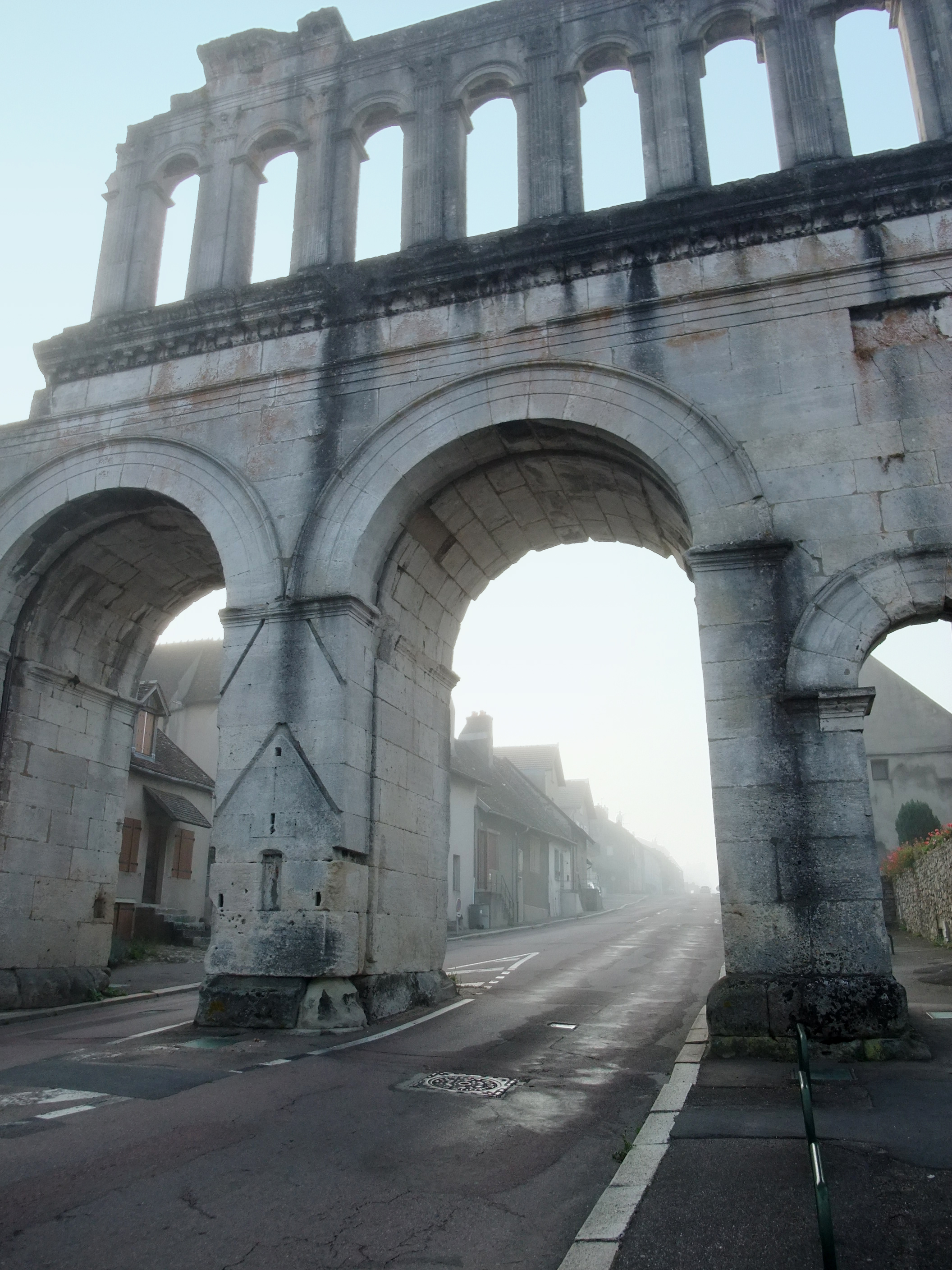
Détail des passages charretiers.
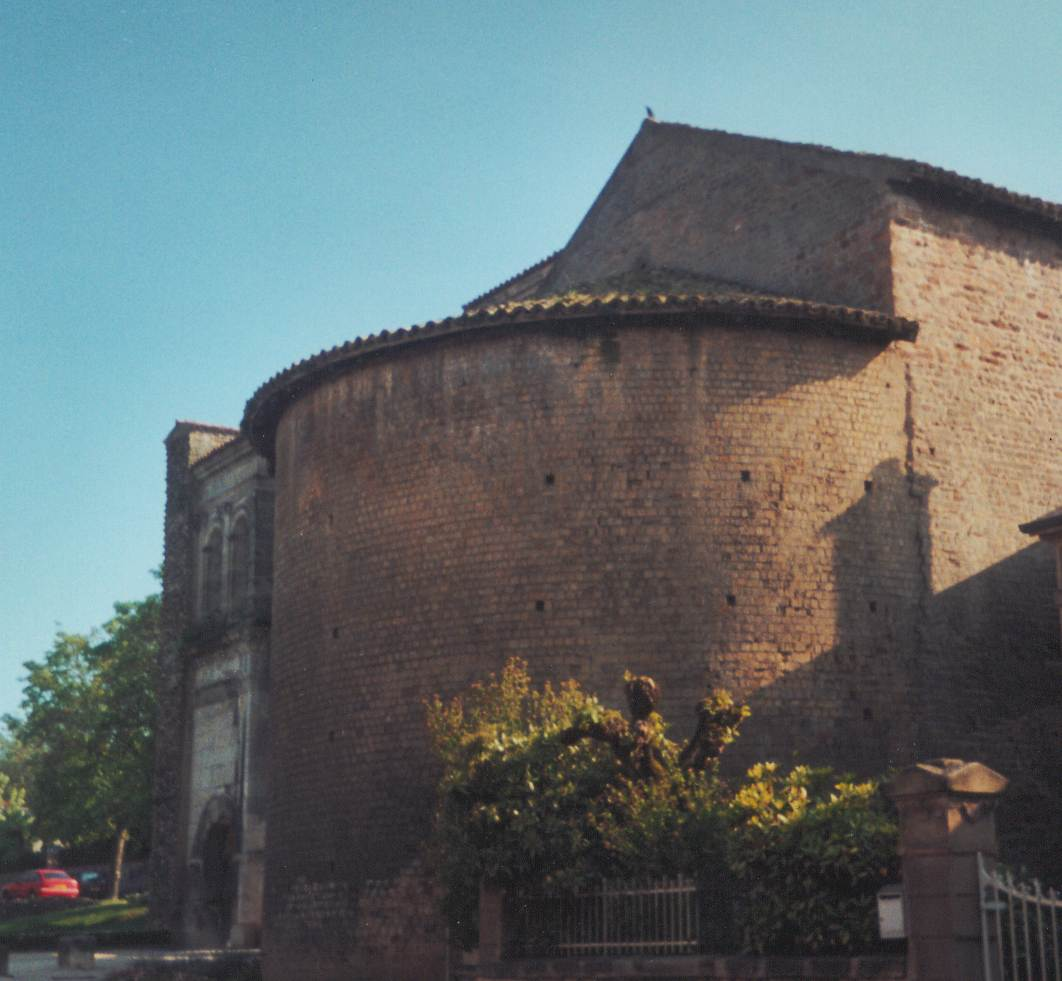
Abside d'une tour de la porte Saint-André.

### Un ensemble fonctionnel et esthétique

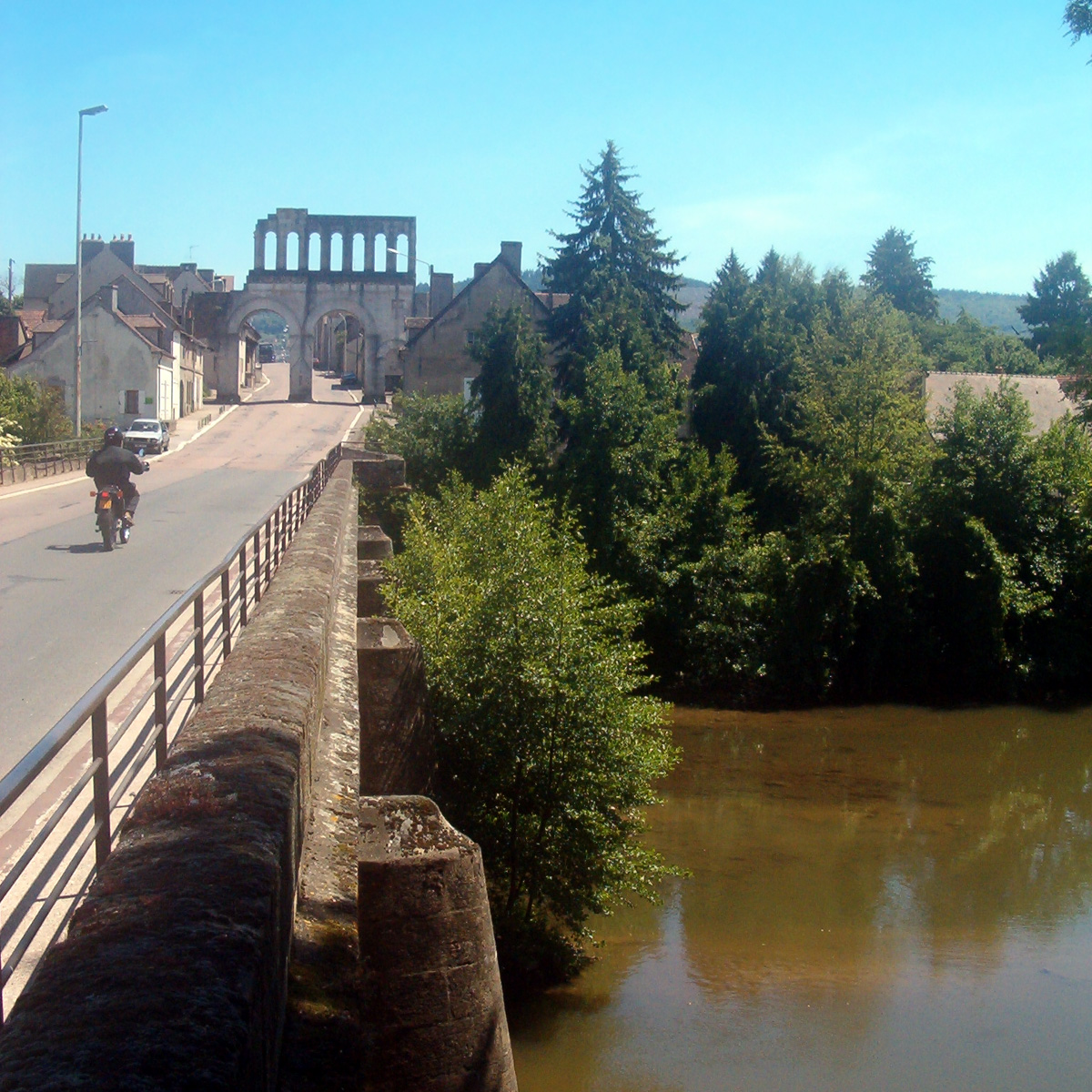
L'Arroux et la porte d'Arroux en arrière-plan

À la lumière des plus récentes études, le fonctionnement de la porte d'Arroux est mieux appréhendé, notamment grâce à la découverte de la cour centrale et du sas qu'elle constitue. Sa fonction défensive est indiscutable car elle permet de filtrer les entrées dans la ville, comme en témoignent les dispositifs de fermeture des portes, les tours massives qui la flanquent et la galerie qui la surmonte. Elle possède sans doute aussi une fonction commerciale, grâce au prélèvement de taxes sur les marchandises qui la franchissent.
Pour autant, le côté esthétique et monumental de la construction apparaît également dans son positionnement, à mi-pente de la via Agrippa pour le voyageur qui vient de traverser l'Arroux et pénètre dans Augustodunum, mais aussi dans son style architectural et le matériau qui la compose, de couleur claire quand il est « neuf ». Augustodunum est une ville puissante et riche, et il faut le montrer.

## Datation et vestiges
La construction de la porte d'Arroux est très certainement contemporaine de celle de l'ensemble de l'enceinte d'Augustodunum, et par conséquent de l'époque augustéenne. Les avis divergent toutefois sur la période plus précise, début ou fin du règne d'Auguste, avant ou après le changement d'ère.
Probablement au Moyen Âge, la porte d'Arroux est transformée en chapelle Notre-Dame d'Arroux. Les tours de flanquement de la porte ont disparu ainsi que le corps de bâtiment intérieur délimitant la cour centrale et une grande partie de la galerie d'étage. Seuls subsistent les quatre passages au rez-de-chaussée et une partie des arcatures de l'étage. Un plan dressé par Jean Roidot-Déléage au XIXe siècle fait toutefois apparaître une partie de l'une des tours.
La porte d'Arroux est classée au titre des monuments historiques en 1846.